# Кроммелин (лунный кратер)
Кратер Кроммелин (лат. Crommelin), не путать с кратером Кроммелин на Марсе, — большой древний ударный кратер в южном полушарии обратной стороны Луны. Название присвоено в честь английского астронома Эндрю Кроммелина (1865—1939) и утверждено Международным астрономическим союзом в 1970 г. Образование кратера относится к донектарскому периоду.

## Описание кратера
Ближайшими соседями кратера Кроммелин являются кратер Берлаге на северо-западе; кратер Эйкман на севере-северо-востоке; кратер Даусон на востоке; кратер Чан Ю-Че на востоке-юго-востоке; кратер Зееман на востоке-юго-востоке и кратер Нумеров на юго-западе. Селенографические координаты центра кратера 67°28′ ю. ш. 147°57′ в. д. / 67,46° ю. ш. 147,95° в. д., диаметр 93,5 км, глубина 2,8 км.
Кратер Кроммелин имеет полигональную форму и значительно разрушен за длительное время своего существования, превратившись в трудно различимое понижение местности. Вал сглажен, в восточной части практически полностью разрушен, в северо-западной части перкрыт сателлитным кратером Кромеллин X (см. ниже).  Дно чаши испещрено множеством кратеров различного размера, из которых выделяются останки небольшого кратера в северной части чаши и пара чашеобразных кратеров в южной части. В центре чаши расположено округлое повышение местности.

## Сателлитные кратеры
| Кроммелин | Координаты                                              | Диаметр, км |
| --------- | ------------------------------------------------------- | ----------- |
| C         | 65°28′ ю. ш. 144°05′ в. д. / 65,46° ю. ш. 144,09° в. д. | 41,6        |
| W         | 65°37′ ю. ш. 153°40′ в. д. / 65,62° ю. ш. 153,67° в. д. | 22,3        |
| X         | 65°58′ ю. ш. 150°43′ в. д. / 65,97° ю. ш. 150,71° в. д. | 26,7        |

- Образование сателлитного кратера Кроммелин C относится к нектарскому периоду[1].

## См.также
- Список кратеров на Луне
- Лунный кратер
- Морфологический каталог кратеров Луны
- Планетная номенклатура
- Селенография
- Минералогия Луны
- Геология Луны
- Поздняя тяжёлая бомбардировка